# ARA Río Santiago (P-66)
La lancha patrullera ARA Río Santiago (P-66) (LPRS) es una unidad naval de la Armada Argentina asignada en la División Patrullado Fluvial con asiento en la Base Naval Zárate, pero que amarra habitualmente en el Apostadero Naval Buenos Aires.
Fue originalmente botada como USCGC Point Carrew (WPB-82374) (de la Clase Point) y asignado a la Guardia Costera de los Estados Unidos (USCG) en 1970.

## Servicio operativo

### Estados Unidos
Prestó servicios de búsqueda y rescate para la Guardia Costera de Estados Unidos como USCG Point Carrew (WPB-82374), para luego pasar a formar parte de la Armada Argentina.

### Argentina
Desarrolla tareas de control y vigilancia de los espacios fluviales en jurisdicción del Área Naval Fluvial, incluyendo actividades de apoyo a la comunidad, salvamento y transporte de personal y lanchas de la Infantería de Marina. Cumple, además, con actividades de instrucción de los alumnos de los Institutos de formación.
Durante abril de 2008 colaboró con bomberos de Zárate en sus traslados para la lucha contra los Incendios en el delta del Río Paraná.
En 2009 formó parte de una Campaña Sanitaria en diversos poblados del Río Paraná, atendiendo necesidades clínicas y odontológicas de la población más aislada. En estas misiones fue acompañada por los buques multipropósito ARA Ciudad de Zárate (Q-61) y ARA Ciudad de Rosario (Q-62).

#### Década de 2010

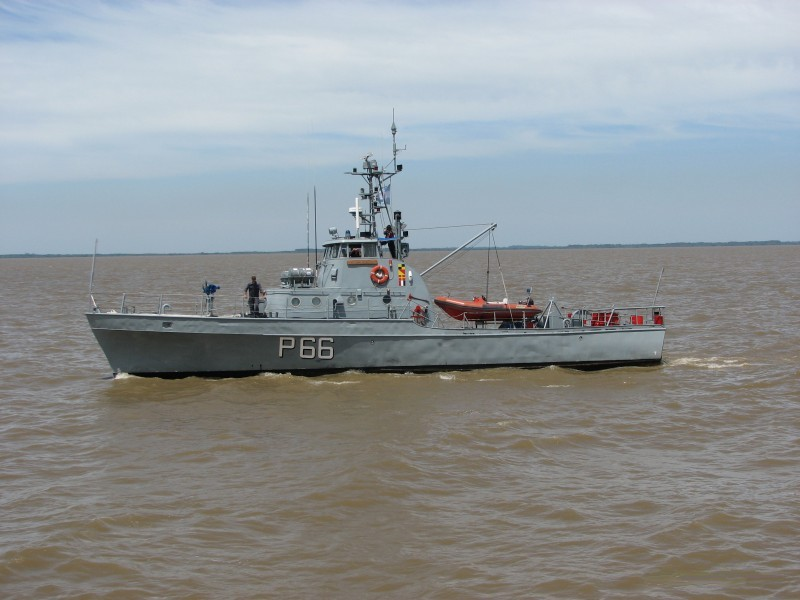
ARA Río Santiago en navegación

Las actividades operativas son variadas. La participación en ejercicios conjuntos y combinados es constante, realizando despliegues en diversos puntos del litoral fluvial argentino.
Además, es frecuente que la unidad colabore en las campañas sanitarias anteriormente mencionadas. Esta actividad se materializa con el apoyo a poblaciones aisladas e insulares de la ribera del Paraná contribuyendo en los traslados de personal médico y aprovisionamiento de fármacos cedidos por entidades sanitarias gubernamentales, siendo estos los únicos medios de ayuda a dichas poblaciones.